# Anitha Pauldurai
Anitha Pauldurai, née le 22 juin 1985 à Chennai en Inde, est une basketteuse indienne qui est capitaine de l'équipe nationale féminine indienne de basket-ball. Elle a joué pendant 18 ans dans l'équipe nationale féminine indienne de 2000 à 2017. Elle est la première femme indienne à avoir disputé neuf championnats de la Confédération asiatique de basket-ball (ABC) en représentant continuellement l'équipe nationale. Anitha a un record de 30 médailles aux championnats nationaux.

## Biographie
Anitha est originaire de Chennai dans le Tamil Nadu et a commencé à jouer au basket-ball à l'âge de 11 ans. Cependant, elle n'était pas une grande fan de ce sport pendant son enfance. C'est le volley-ball et l'athlétisme qui ont capturé son imagination à l'époque. Mais remarquant sa taille, l'entraîneur de basket-ball de son école lui a conseillé d'essayer le jeu. Plus elle jouait, plus elle commençait à aimer le jeu et en faisait finalement une carrière.
Elle est diplômée d'un baccalauréat en commerce de l'université de Madras et a fait son MBA de l'université d'Annamalai, tout en jouant au basket-ball. Cela l'a aidée à trouver un emploi à la Southern Railways dans le domaine du sport.

## Carrière
Elle est la plus jeune à avoir été capitaine de l'équipe nationale senior à l'âge de 19 ans et a ensuite été capitaine de l'équipe nationale pendant huit ans. En août 2012, elle a été sélectionnée pour jouer dans une ligue professionnelle internationale féminine en Thaïlande.[réf. nécessaire]
Elle a participé à un certain nombre de tournois internationaux, y compris des événements à gros budget tels que le championnat asiatique, les Jeux du Commonwealth 2006 et les Jeux asiatiques 2010. Anitha Pauldurai a remporté la médaille d'or au 1er 3 sur 3 aux Championnats d'Asie de basket-ball FIBA à Doha 2013, médaille d'or aux 3e Jeux asiatiques de plage à Haiyan, Chine 2012, capitaine et meilleures passes décisives du tournoi, médaille d'or aux jeux de plage sud-asiatiques au Sri Lanka 2011 et médaille d'argent aux jeux asiatiques en salle au Vietnam 2009. Elle a reçu la quatrième plus haute distinction civile indienne, Padma Shri en 2021.